# Gérard Lignac
Pour les articles homonymes, voir Lignac (homonymie).
Gérard Lignac, né le 18 janvier 1928 à Tomblaine (Meurthe-et-Moselle) et mort le 23 septembre 2017 à Paris 7e, est un directeur de groupe de presse. Il a été PDG du Groupe EBRA.

## Biographie
Gérard Lignac, né le 18 janvier 1928 à Tomblaine, est le fils de Pierre Lignac, médecin de Nancy ayant investi dans la presse dès 1922 avec une participation au capital du quotidien L'Est républicain. Il est titulaire d'une licence de droit, du diplôme de Sciences Po, et d'un MBA de Harvard, lorsqu'il commence sa carrière chez Thomson où il passe plusieurs années avant de rejoindre en 1963 la Compagnie des freins et signaux Westinghouse.
Il intègre le conseil d'administration de L'Est républicain en 1966 et en prend la direction en 1983, après un conflit avec son prédécesseur, Charles Boileau (1974-1983), qui l'évince du conseil d'administration en 1979, et entre actionnaires du journal, des démêlés juridiques et judiciaires, de nombreux rebondissements.
Il est à la direction du groupe L'Est républicain, qui détient 61 % du capital de L'Ardennais, lorsqu'il vend ce quotidien départemental au groupe Hersant en 1992.
De 1997 à 2011, il est à la direction du quotidien Les Dernières Nouvelles d'Alsace.
En 2003, Jacques Chirac élève Gérard Lignac au grade d'officier dans l'ordre de la Légion d'honneur. 
Gérard Lignac est PDG du groupe de presse EBRA de 2006 à 2012, et administrateur de la société Sténotype Grandjean.
Il est  l'un des fondateurs du site d'information en ligne Atlantico.

### Famille
Il est cousin de Michel Hommell, un autre homme de presse.

## Publication
- La mondialisation. : Pour une juste concurrence !, Paris, Unicomm, 2009, 140 p., 15x22 (ISBN 978-2-911436-43-7, présentation en ligne)